# Saint-Hilaire-du-Bois, Gironde
Saint-Hilaire-du-Bois là một xã thuộc tỉnh Gironde trong vùng Aquitaine tây nam nước Pháp. Xã này nằm ở khu vực có độ cao trung bình 80 mét trên mực nước biển.